# Großsteingrab Vejleby Marker 4
Das Großsteingrab Vejleby Marker 4 war eine megalithische Grabanlage der jungsteinzeitlichen Nordgruppe der Trichterbecherkultur im Kirchspiel Ferslev in der dänischen Kommune Frederikssund. Es wurde im späten 19. oder frühen 20. Jahrhundert zerstört.

## Lage
Das Grab lag direkt am Nordostrand von Krusegård. In der näheren Umgebung gibt bzw. gab es zahlreiche weitere megalithische Grabanlagen. 

## Forschungsgeschichte
Im Jahr 1873 führten Mitarbeiter des Dänischen Nationalmuseums eine Dokumentation der Fundstelle durch. Bei einer weiteren Dokumentation im Jahr 1942 waren keine baulichen Überreste mehr auszumachen.

## Beschreibung
Die Anlage besaß eine nordost-südwestlich orientierte rechteckige Hügelschüttung mit einer Länge von etwa 10 m und einer Breite von 5,5 m. 1873 standen noch sechs Umfassungssteine an der nordwestlichen Langseite, ein weiterer lag umgekippt an der nordöstlichen Schmalseite. Eine Grabkammer war nicht zu erkennen.